# Living Colour
Living Colour é uma banda de rock estadunidense formada pelo guitarrista Vernon Reid, pelo vocalista Corey Glover, pelo baixista Doug Wimbish e pelo baterista William Calhoun. A banda, formada em 1984, teve Muzz Skillings no baixo até 1991. O nome "Living Colour", ao contrário do que muitos pensam, não foi escolhido por causa da etnia de seus integrantes; foi inspirado em uma "vinheta" da rede de TV NBC: "The following program is brought to you in living colour" (parecido com "O programa seguinte é trazido até você em cores vivas").

## História

### O início
Os três instrumentistas, todos eles já concluindo seus estudos de música, conhecem Corey e resolvem formar uma banda por volta de 1985, tendo Reid como líder. O grupo começa a se apresentar em clubes e bares underground de Nova Iorque. Desde o começo, apresentam uma música com muitas influências: entre elas, o Hard Rock, Heavy Metal, Punk, Funk e o Jazz. A banda causava muito impacto nas suas apresentações, principalmente por serem todos negros, por sua música "misturada" e pelos solos de guitarra altamente técnicos e velozes de Reid. Em um de seus shows, o vocalista Mick Jagger, dos Rolling Stones, estava entre a plateia. Ficou tão impressionado que ajudou que eles conseguissem um contrato com a Epic Records.

### O primeiro álbum
Esse contrato resultou no lançamento do aclamado Vivid, em 1988, que atingiu a sexta colocação nas paradas norte-americanas (Jagger, além de ter conseguido o contrato com a gravadora, também produziu a música Glamour Boys desse álbum). Os destaques desse álbum são as faixas Cult of Personality, Glamour Boys e Open Letter (to a Landlord), que ganharam videoclipes bastante exibidos na MTV americana. Além do clipe, Cult of Personality ganhou um Grammy. Depois do lançamento, os Living Colour saíram em uma turnê internacional como banda de abertura dos Rolling Stones, o que fez com que eles ficassem mais conhecidos no exterior.

### Crescimento e a saída de Skillings
Em 1990, a banda foi para o estúdio gravar Time's Up, que tem a conhecida faixa Love Rears Its Ugly Head, e ganhou mais um Grammy. Já animados pela boa aceitação do disco e pela premiação, os Living Colour dão início a uma turnê, o que aumenta a sua popularidade nos Estados Unidos. Um ano depois, é lançado o EP: o ótimo Biscuits, também com ótima aceitação pelos fãs, apesar de alguns reviews "desanimados". Logo depois desse lançamento, uma decepção para os fãs: Skillings decide deixar o grupo. Para assumir o baixo, os três chamam o grande Doug Wimbish, velho amigo deles.

### Ápice do sucesso e novo álbum
Em 1993, é gravado o Stain, que tinha a faixa Sunshine of Your Love, cover da música homônima do Cream. Essa faixa deu origem a um videoclipe e foi usada como trilha sonora do filme True Lies. A banda estava experimentando um crescimento intenso nos Estados Unidos e até mesmo no exterior. Para se ter uma ideia, somadas todas as vendas, obteve-se um total de 4 milhões de cópias vendidas: 1 milhão para cada álbum. Esse período de 1993 até o início de 1994 foi o mais bem-sucedido do grupo, com fãs "aparecendo" em muitos lugares e as vendas no máximo.

### O fim (?)
Já em 1994, milhares (senão milhões) de fãs esperavam ansiosamente que a banda terminasse seu quarto trabalho de estúdio. Mas, durante essas gravações, acontece uma verdadeira tragédia para seus fãs: o  guitarrista Vernon Reid, líder da banda e seu principal ícone, anuncia que vai deixar o grupo. Foi um choque para todos, inclusive para Corey, Calhoun e Wimbish (e, porque não, para Skillings), que decidiram não continuar tocando sem Reid. Era o início de uma nova fase para todos do extinto Living Colour.

### A era das coletâneas e projetos paralelos
Depois do baque, os fãs viram um Vernon Reid trabalhando em seus projetos solos. Enquanto isso, foram lançadas três coletâneas do Living Colour: Pride, em 1995; Super Hits, em 1998; e Play It Loud!, em 1999. Durante esse período, William Calhoun participou de algumas bandas, inclusive em alguns projetos com seu amigo Doug Wimbish, como a gravação de uma videoaula para Baixo. Em 1998, Glover lançou seu CD solo, o Hymns, com um vocal "puxado" para uma mistura de Funk, Rock e Soul music.

### A ressurreição
Em 2000, depois de cinco anos sem Living Colour, vem uma nova surpresa, dessa vez agradável: Vernon Reid, aos 43 anos de idade, anuncia que o Living Colour está de volta, para alegria de seus fãs. A volta foi pacífica, sem ressentimentos aparentes entre os músicos. O grupo assina contrato com a Sanctuary Records, e promete novos álbuns e turnês. O primeiro trabalho lançado é uma versão remasterizada de Vivid, lançada em 2002. Em 2003, depois de dez anos sem novos trabalhos, é lançado o ótimo Collideøscope, com destaque para as faixas Back in Black e Tomorrow Never Knows, covers do AC/DC e Beatles, respectivamente. Depois do lançamento do novo disco, a banda fez uma série de apresentações, tendo inclusive vindo ao Brasil em 2004. O Living Colour voltou mais uma vez ao Brasil para três shows em outubro de 2009, passando por Belo Horizonte, São Paulo e Rio de Janeiro. Em 2010, a banda se apresentou na Virada Cultural de São Paulo. Em 2013, se apresentou no Palco Sunset do festival Rock in Rio, tendo, como convidada, a cantora beninense Angélique Kidjo.

## Discografia
- 1988: Vivid
- 1990: Time's Up
- 1993: Stain
- 2003: Collideøscope
- 2009: The Chair in the Doorway
- 2017: Shade

## Aclamação e Legado
O Living Colour foi classificado como nº 70 no ranking dos "100 Melhores Artistas de Hard Rock" do canal de tevê por assinatura estadunidense VH1.
Cult of Personality foi parte da trilha sonora de músicas das rádios do jogo eletrônico Grand Theft Auto: San Andreas, sendo incluinda na Radio X. Também foi a primeira música a ser confirmada na trilha sonora do jogo eletrônico Guitar Hero III: Legends of Rock.
No início de 2009, a World Wrestling Entertainment Inc. utilizou Cult of Personality no vídeo de introdução de Stone Cold Steve Austin no WWE Hall of Fame. O wrestler CM Punk utilizou, por um tempo, Cult of Personality como sua música de entrada no Ring of Honor. CM Punk, enquanto trabalhava para a WWE, usou outras músicas licenciadas, mas, em Julho de 2011, depois de sair por um breve período de tempo da WWE, ele voltou com Cult of Personality como sua música de entrada.